# Championnat du monde mixte de curling 2018
Navigation
Édition précédente Édition suivante
Le Championnat du monde mixte de curling 2018 (nom officiel : World Mixed Curling Championship) est le 4e championnat du monde mixte de curling.
Il est organisé en Canada dans la ville de Kelowna au Kelowna Curling Club du 13 au 20 octobre 2018.

## Équipes
Les équipes sont composées comme suit:
| Australie                                                                                       | Autriche                                                                                        | Biélorussie                                                                                       | Brésil                                                                                             |
| ----------------------------------------------------------------------------------------------- | ----------------------------------------------------------------------------------------------- | ------------------------------------------------------------------------------------------------- | -------------------------------------------------------------------------------------------------- |
| Skip: Matt Panoussi Third: Jennifer Westhagen Second: Gerald Chick Lead: Stephanie Barr         | Skip: Gunter Dressler Third: Karin Dressler Second: Gerald Raab Lead: Elisabeth Trauner         | Skip: Ilya Shalamitski Third: Susanna Ivashyna Second: Yevgeny Tamkovich Lead: Tatsiana Tarsunova | Skip: Anne Shibuya Third: Claudio Alves Second: Luciana Reis Barrella Lead: Erick Santos           |
| Canada                                                                                          | Croatie                                                                                         | Tchéquie                                                                                          | Danemark                                                                                           |
| Skip: Michael Anderson Third: Danielle Inglis Second: Sean Harrison Lead: Lauren Harrison       | Skip: Iva Penava Third: Ivan Kvesić Second: Anita Šajfar Lead: Dino Šporčić                     | Skip: Lukáš Klíma Third: Petra Vinšová Second: Marek Černovský Lead: Michaela Baudyšová           | Skip: Mads Nørgaard Third: Camilla Jensen Second: Asmus Blædel Jørgensen Lead: Lina Almind Knudsen |
| Angleterre                                                                                      | Espagne                                                                                         | Estonie                                                                                           | Finlande                                                                                           |
| Skip: Greg Dunn Third: Lorna Rettig Second: Jonathan Braden Lead: Sydney Boyd                   | Skip: Sergio Vez Third: Oihane Otaegi Second: Mikel Unanue Lead: Leire Otaegi                   | Skip: Andres Jakobson Third: Margit Peebo Second: Margus Tubalkain Lead: Marcella Tammes          | Skip: Markus Sipilä Third: Lotta Immonen Second: Leo Ouni Lead: Tiina Suuripää                     |
| France                                                                                          | Allemagne                                                                                       | Hong Kong                                                                                         | Hongrie                                                                                            |
| Skip: Romain Borini Third: Sandrine Morand Second: David Baumgartner Lead: Manon Humbert        | Fourth: Andrea Schöpp Third: Florian Zahler Second: Lisa Ruch Skip: Rainer Schöpp               | Skip: Jason Chang Third: Ling-Yue Hung Second: Martin Yan Lead: Ashura Wong                       | Fourth: Dorottya Palancsa Skip: Zoltán Palancsa Second: Henrietta Miklai Lead: János Miklai        |
| Irlande                                                                                         | Italie                                                                                          | Japon                                                                                             | Kazakhstan                                                                                         |
| Skip: James Russell Third: Ailsa Anderson Second: Arran Cameron Lead: Katie Kerr                | Fourth: Lorenzo Maurino Skip: Emanuela Cavallo Second: Davide Forchino Lead: Arianna Losano     | Skip: Taisei Kanai Third: Asuka Kanai Second: Takeru Ichimura Lead: Mone Ryokawa                  | Skip: Viktor Kim Third: Sitora Alliyarova Second: Abylaikhan Zhuzbay Lead: Angelina Ebauyer        |
| Lettonie                                                                                        | Pays-Bas                                                                                        | Norvège                                                                                           | Nouvelle-Zélande                                                                                   |
| Fourth: Jānis Rudzītis Skip: Jeļena Rudzīte Second: Didzis Pētersons Lead: Dace Spilnere-Pūciņa | Skip: Thomas Levi Kooi Third: Linda Kreijns Second: Eelco den Boer Lead: Bonnie Nilhamn         | Fourth: Wilhelm Naess Skip: Ingvild Skaga Second: Martin Sesaker Lead: Eirin Mesloe               | Skip: Dave Watt Third: Brittany Taylor Second: Lorne De Pape Lead: Glenys Taylor                   |
| Pologne                                                                                         | Russie                                                                                          | Écosse                                                                                            | Slovénie                                                                                           |
| Skip: Michal Janowski Third: Aneta Lipińska Second: Sławomir Białas Lead: Daria Chmarra         | Skip: Alexander Eremin Third: Maria Komarova Second: Daniil Goriachev Lead: Anastasia Moskaleva | Skip: Robin Brydone Third: Rebecca Morrison Second: Ross Whyte Lead: Leeanne McKenzie             | Fourth: Nadja Pipan Skip: Tomas Tišler Second: Maruša Gorišek Lead: Jošt Lajovec                   |
| Suisse                                                                                          | Slovaquie                                                                                       | Suède                                                                                             | Taipei chinois                                                                                     |
| Skip: Mario Freiberger Third: Irene Schori Second: Sven Iten Lead: Cornelia Freberger           | Fourth: Daniela Matulová Skip: Juraj Gallo Second: Slávka Zubercová Lead: Milan Moravčík        | Skip: Rickard Hallström Third: Elisabeth Norredahl Second: Fredrik Hallström Lead: Catrin Biten   | Skip: Randolph Shen Third: Heidi Lin Second: Nicholas Hsu Lead: Amanda Chou                        |
| Turquie                                                                                         | États-Unis                                                                                      | Pays de Galles                                                                                    | |
| Fourth: Bilal Ömer Çakır Skip: Öznur Polat Second: Oğuzhan Karakurt Lead: Semiha Kunuksever     | Skip: Evan Workin Third: Rachel Workin Second: Jordan Brown Lead: Christina Lammers             | Skip: Adrian Meikle Third: Dawn Watson Second: Andrew Tanner Lead: Laura Beever                   | |

## ClassementRound Robin
| Légende | Légende                            |
| ------- | ---------------------------------- |
|         | Équipes sélectionnées au Play-offs |
| V       | Victoire                           |
| D       | Défaite                            |

| Groupe A       | Skip             | V | D |
| -------------- | ---------------- | - | - |
| Écosse         | Robin Brydone    | 8 | 0 |
| Allemagne      | Rainer Schöpp    | 6 | 2 |
| Turquie        | Oznur Polat      | 6 | 2 |
| Biélorussie    | Ilya Shalamitski | 4 | 4 |
| Italie         | Emanuela Cavallo | 3 | 5 |
| Pays de Galles | Adrian Meikle    | 3 | 5 |
| Hong Kong      | Jason Chang      | 3 | 5 |
| Angleterre     | Greg Dunn        | 3 | 5 |
| Kazakhstan     | Viktor Kim       | 0 | 8 |

| Groupe B   | Skip             | V | D |
| ---------- | ---------------- | - | - |
| Russie     | Alexander Eremin | 7 | 1 |
| Danemark   | Mads Norgaard    | 7 | 1 |
| Suisse     | Mario Freiberger | 6 | 2 |
| Finlande   | Markus Sipilä    | 5 | 3 |
| Australie  | Matt Panoussi    | 4 | 4 |
| États-Unis | Evan Workin      | 3 | 5 |
| Irlande    | James Russell    | 3 | 5 |
| Pays-Bas   | Thomas Levi Kooi | 1 | 7 |
| Brésil     | Anne Shibuya     | 0 | 8 |

| Groupe C       | Skip              | V | D |
| -------------- | ----------------- | - | - |
| Espagne        | Sergio Vez        | 7 | 1 |
| Tchéquie       | Lukáš Klíma       | 6 | 2 |
| Suède          | Rickard Hallström | 5 | 3 |
| Estonie        | Andres Jakobson   | 4 | 4 |
| Lettonie       | Jelena Rudzite    | 4 | 4 |
| France         | Romain Borini     | 4 | 4 |
| Taipei chinois | Randolph Shen     | 4 | 4 |
| Pologne        | Michal Janowski   | 2 | 6 |
| Croatie        | Iva Penava        | 0 | 8 |

| Groupe D         | Skip             | V | D |
| ---------------- | ---------------- | - | - |
| Norvège          | Ingvild Skaga    | 6 | 1 |
| Canada           | Michael Anderson | 6 | 1 |
| Slovénie         | Tomas Tisler     | 4 | 3 |
| Slovaquie        | Juraj Gallo      | 4 | 3 |
| Japon            | Taisei Kanai     | 3 | 4 |
| Hongrie          | Zoltan Palancsa  | 3 | 4 |
| Autriche         | Gunter Dressler  | 1 | 6 |
| Nouvelle-Zélande | Dave Watt        | 1 | 6 |

## Play-offs

### Tableaux des tournois
|  | Qualification | Qualification | Qualification |  |  | Quart de finale | Quart de finale | Quart de finale |   |         | Demi-finale | Demi-finale | Demi-finale |  |  | Finale | Finale | Finale |
|  |               |               |               |  |  |                 |                 |                 |   |         |             |             |             |  |  |        |        |        |
|  | Tchéquie      | Tchéquie      | 4             |  |  |                 |                 |                 |   |         |             |             |             |  |  |        |        |        |
|  | Suisse        | Suisse        | 7             |  |  | Norvège         | Norvège         | 6               |   |         |             |             |             |  |  |        |        |        |
|  |               |               |               |  |  | Suisse          | Suisse          | 4               |   |         |             |             |             |  |  |        |        |        |
|  |               |               |               |  |  |                 |                 |                 |   | Norvège | Norvège     | 3           |             |  |  |        |        |        |
|  | Canada        | Canada        | 9             |  |  |                 | Canada          | Canada          | 7 |         |             |             |             |  |  |        |        |        |
|  | Slovénie      | Slovénie      | 5             |  |  | Canada          | Canada          | 8               |   |         |             |             |             |  |  |        |        |        |
|  |               |               |               |  |  | Écosse          | Écosse          | 5               |   |         |             |             |             |  |  |        |        |        |
|  |               |               |               |  |  |                 |                 |                 |   |         | Canada      | Canada      | 6           |  |  |        |        |        |
|  | Allemagne     | Allemagne     | 5             |  |  |                 | Espagne         | Espagne         | 2 |         |             |             |             |  |  |        |        |        |
|  | Suède         | Suède         | 5             |  |  | Espagne         | Espagne         | 6               |   |         |             |             |             |  |  |        |        |        |
|  |               |               |               |  |  | Allemagne       | Allemagne       | 4               |   |         |             |             |             |  |  |        |        |        |
|  |               |               |               |  |  |                 |                 |                 |   | Espagne | Espagne     | 6           |             |  |  |        |        |        |
|  | Danemark      | Danemark      | 7             |  |  |                 | Russie          | Russie          | 2 |         |             |             |             |  |  |        |        |        |
|  | Turquie       | Turquie       | 8             |  |  | Turquie         | Turquie         | 2               |   |         |             |             |             |  |  |        |        |        |
|  |               |               |               |  |  | Russie          | Russie          | 11              |   |         |             |             |             |  |  |        |        |        |
|  |               |               |               |  |  |                 |                 |                 |   |         |             |             |             |  |  |        |        |        |

|  | Médaille de Bronze |         |   |
|  |                    |         |   |
|  | Norvège            | Norvège | 7 |
|  | Russie             | Russie  | 8 |

### Qualification
Vendredi 19 octobre, 14h00
| Equipes - Piste A | 1 | 2 | 3 | 4 | 5 | 6 | 7 | 8 | Total |
| ----------------- | - | - | - | - | - | - | - | - | ----- |
| Tchéquie          | 1 | 0 | 0 | 2 | 0 | 1 | 0 | X | 4     |
| Suisse            | 0 | 0 | 4 | 0 | 2 | 0 | 1 | X | 7     |

| Equipes - Piste C | 1 | 2 | 3 | 4 | 5 | 6 | 7 | 8 | Total |
| ----------------- | - | - | - | - | - | - | - | - | ----- |
| Slovénie          | 0 | 2 | 0 | 0 | 2 | 0 | 1 | 0 | 5     |
| Canada            | 1 | 0 | 1 | 3 | 0 | 1 | 0 | 3 | 9     |

| Equipes - Piste D | 1 | 2 | 3 | 4 | 5 | 6 | 7 | 8 | Total |
| ----------------- | - | - | - | - | - | - | - | - | ----- |
| Suède             | 0 | 1 | 0 | 0 | 0 | 1 | 3 | X | 5     |
| Allemagne         | 1 | 0 | 3 | 2 | 1 | 0 | 0 | X | 7     |

| Equipes - Piste F | 1 | 2 | 3 | 4 | 5 | 6 | 7 | 8 | 9 | Total |
| ----------------- | - | - | - | - | - | - | - | - | - | ----- |
| Danemark          | 1 | 0 | 2 | 0 | 0 | 4 | 0 | 0 | 0 | 7     |
| Turquie           | 0 | 1 | 0 | 2 | 2 | 0 | 1 | 1 | 1 | 8     |

### Quart de finale
| Equipes - Piste | 1 | 2 | 3 | 4 | 5 | 6 | 7 | 8 | Total |
| --------------- | - | - | - | - | - | - | - | - | ----- |
| Norvège         | 0 | 1 | 1 | 1 | 0 | 0 | 2 | 1 | 6     |
| Suisse          | 1 | 0 | 0 | 0 | 3 | 0 | 0 | 0 | 4     |

| Equipes - Piste | 1 | 2 | 3 | 4 | 5 | 6 | 7 | 8 | 9 | Total |
| --------------- | - | - | - | - | - | - | - | - | - | ----- |
| Canada          | 1 | 1 | 1 | 0 | 1 | 0 | 1 | 0 | 3 | 8     |
| Écosse          | 0 | 0 | 0 | 1 | 0 | 2 | 0 | 2 | 0 | 5     |

| Equipes - Piste | 1 | 2 | 3 | 4 | 5 | 6 | 7 | 8 | Total |
| --------------- | - | - | - | - | - | - | - | - | ----- |
| Espagne         | 2 | 0 | 0 | 1 | 0 | 0 | 0 | 3 | 6     |
| Allemagne       | 0 | 0 | 2 | 0 | 0 | 2 | 0 | 0 | 4     |

| Equipes - Piste D | 1 | 2 | 3 | 4 | 5 | 6 | 7 | 8 | Total |
| ----------------- | - | - | - | - | - | - | - | - | ----- |
| Turquie           | 0 | 1 | 0 | 1 | 0 | 0 | X | X | 2     |
| Russie            | 1 | 0 | 3 | 0 | 3 | 4 | X | X | 11    |

### Demi-finale
| Equipes - Piste | 1 | 2 | 3 | 4 | 5 | 6 | 7 | 8 | Total |
| --------------- | - | - | - | - | - | - | - | - | ----- |
| Canada          | 0 | 2 | 0 | 1 | 0 | 2 | 2 | X | 7     |
| Norvège         | 1 | 0 | 1 | 0 | 1 | 0 | 0 | X | 3     |

| Equipes - Piste | 1 | 2 | 3 | 4 | 5 | 6 | 7 | 8 | Total |
| --------------- | - | - | - | - | - | - | - | - | ----- |
| Espagne         | 2 | 1 | 2 | 0 | 1 | 0 | 0 | X | 6     |
| Russie          | 0 | 0 | 0 | 1 | 0 | 1 | 0 | X | 2     |

### Médaille de Bronze
| Equipes - Piste | 1 | 2 | 3 | 4 | 5 | 6 | 7 | 8 | Total |
| --------------- | - | - | - | - | - | - | - | - | ----- |
| Norvège         | 1 | 0 | 2 | 0 | 3 | 1 | 0 | 0 | 7     |
| Russie          | 0 | 2 | 0 | 2 | 0 | 0 | 3 | 1 | 8     |

### Médaille d’Or
| Equipes - Piste | 1 | 2 | 3 | 4 | 5 | 6 | 7 | 8 | Total |
| --------------- | - | - | - | - | - | - | - | - | ----- |
| Canada          | 2 | 1 | 0 | 0 | 1 | 2 | 0 | X | 6     |
| Espagne         | 0 | 0 | 1 | 0 | 0 | 0 | 1 | X | 2     |